# Ectropothecium fiorinae
Ectropothecium fiorinae är en bladmossart som beskrevs av Tosco och Piovano 1956. Ectropothecium fiorinae ingår i släktet Ectropothecium och familjen Hypnaceae. Inga underarter finns listade i Catalogue of Life.